# Primeira fase da Copa Libertadores da América de 2013
A primeira fase da Copa Libertadores da América de 2013 foi disputada entre 22 e 31 de janeiro. Os seis vencedores de cada chave se juntam as outras 26 equipes da segunda fase, disputada no sistema de grupos.
Nessa fase, as equipes se enfrentaram em jogos eliminatórios de ida e volta, classificando-se a que somasse mais pontos. Em caso de igualdade em pontos, o saldo de gols e, depois, a regra do gol fora de casa seriam utilizados como regras de desempate. Persistindo ainda o empate, a vaga seria definida nas disputas por pênaltis.

## Resultados
Equipe 1 realizou a partida de ida em casa.
| Chave | Equipe 1          | Total       | Equipe 2                  | Ida | Volta | Classificação |
| ----- | ----------------- | ----------- | ------------------------- | --- | ----- | ------------- |
| G1    | Tigre             | 5–1         | Deportivo Anzoátegui      | 2–1 | 3–0   | Grupo 2       |
| G2    | LDU Quito         | 1–1 (4–5 p) | Grêmio                    | 1–0 | 0–1   | Grupo 8       |
| G3    | Deportes Tolima   | 2–1         | Universidad César Vallejo | 1–0 | 1–1   | Grupo 6       |
| G4    | Defensor Sporting | 0–2         | Olimpia                   | 0–0 | 0–2   | Grupo 7       |
| G5    | São Paulo         | 8–4         | Bolívar                   | 5–0 | 3–4   | Grupo 3       |
| G6    | León              | 2–2 (2–4 p) | Deportes Iquique          | 1–1 | 1–1   | Grupo 4       |

Todas as partidas estão no horário local.

### Chave G1
| 22 de janeiro | Tigre                        | 2 – 1     | Deportivo Anzoátegui | Estádio José Dellagiovanna, Victoria |
| 20:15 (UTC-3) | Peñalba 65' · Leguizamón 75' | Relatório | Caggiano 37'         | Árbitro: PAR Carlos Amarilla         |

| 29 de janeiro    | Deportivo Anzoátegui | 0 – 3     | Tigre                                   | Estádio Olímpico Luis Ramos, Puerto la Cruz |
| 17:45 (UTC-4:30) |                      | Relatório | Botta 7' · Santander 72' · Maggiolo 87' | Árbitro: URU Martín Vázquez                 |

### Chave G2
| 23 de janeiro | LDU Quito  | 1 – 0     | Grêmio | Estádio Casa Blanca, Quito |
| 19:00 (UTC-5) | Feraud 75' | Relatório |        | Árbitro: COL Wilmar Roldán |

| 30 de janeiro | Grêmio    | 1 – 0     | LDU Quito | Arena do Grêmio, Porto Alegre             |
| 22:00 (UTC-2) | Elano 61' | Relatório |           | Público: 39 925 Árbitro: ARG Saúl Laverni |

|                                                        |       | Penalidades                                |  |
| André Lima Saimon Willian José Pará Vargas Alex Telles | 5 – 4 | Saritama Vitti Reasco Vélez Canuto Morante |  |

### Chave G3
| 24 de janeiro | Deportes Tolima | 1 – 0     | Universidad César Vallejo | Estádio Manuel Murillo Toro, Ibagué |
| 19:15 (UTC-5) | Leichtweis 57'  | Relatório |                           | Árbitro: VEN Juan Soto              |

| 31 de janeiro | Universidad César Vallejo | 1 – 1     | Deportes Tolima | Estádio Mansiche, Trujillo  |
| 19:45 (UTC-5) | Quinteros 44'             | Relatório | Monsalvo 85'    | Árbitro: BRA Leandro Vuaden |

### Chave G4
| 24 de janeiro | Defensor Sporting | 0 – 0     | Olimpia | Estádio Luis Franzini, Montevidéu |
| 20:00 (UTC-2) |                   | Relatório |         | Árbitro: ARG Diego Abal           |

| 31 de janeiro | Olimpia                   | 2 – 0     | Defensor Sporting | Estádio Defensores del Chaco, Assunção |
| 19:15 (UTC-3) | Ferreyra 34' · Aranda 59' | Relatório |                   | Árbitro: BRA Héber Lopes               |

### Chave G5
| 23 de janeiro | São Paulo                                                                  | 5 – 0     | Bolívar | Estádio do Morumbi, São Paulo |
| 22:00 (UTC-2) | Osvaldo 7' · Luís Fabiano 20', 45+1' · Jádson 59' · Rogério Ceni 62' (pen) | Relatório |         | Árbitro: URU Roberto Silvera  |

| 30 de janeiro | Bolívar                                    | 4 – 3     | São Paulo                                  | Estádio Hernando Siles, La Paz |
| 20:00 (UTC-4) | Ferreira 37', 74' (pen) · Cabrera 58', 68' | Relatório | Luís Fabiano 1' · Jádson 15' · Osvaldo 34' | Árbitro: COL Wilmar Roldán     |

### Chave G6
| 22 de janeiro | León    | 1 – 1     | Deportes Iquique | Estádio León, León       |
| 19:45 (UTC-6) | Maz 87' | Relatório | Díaz 3'          | Árbitro: BRA Héber Lopes |

| 29 de janeiro | Deportes Iquique | 1 – 1     | León         | Estádio Tierra de Campeones, Iquique |
| 22:00 (UTC-3) | Díaz 57' (pen)   | Relatório | Arrechea 46' | Árbitro: PAR Antonio Arias           |

|                                          |       | Penalidades                     |  |
| Zenteno Villalobos Ereros Grabinski Díaz | 4 – 2 | Burbano Montes Vázquez Arrechea |  |